# سلاوهوستیتسه
سلاوهوستیتسه (به لاتین: Slavhostice) یک منطقهٔ مسکونی در جمهوری چک است که در شهرستان ییچین واقع شده‌است.